# Larks' Tongues in Aspic
Larks' Tongues in Aspic is een album uit 1973 van de Britse progressieve rockband King Crimson. Het was het eerste album van de derde incarnatie van de band. Naast origineel bandlid en gitarist Robert Fripp telt de band als nieuwe leden ook zanger en bassist John Wetton, violist David Cross, percussionist Jamie Muir en drummer Bill Bruford. De teksten waren van Richard Palmer-James. Op het album verrijkt de groep zijn geluid met viool en een verscheidenheid aan exotische percussie-instrumenten, zoals het geluid van bladmetaal en mbira's.
Het album begint met een lang instrumentaal stuk, "Larks' Tongues in Aspic, Part One". Hierna volgen drie vocale stukken, "Book of Saturday", "Exiles" en "Easy Money", gevolgd door twee instrumentale stukken, "The Talking Drum" en "Larks' Tongues in Aspic, Part Two". De instrumentale stukken vertonen sterke invloeden van de jazzfusion en sommige stukken hebben het karakter van heavy metalmuziek.

## Tracks
1. "Larks' Tongues in Aspic, Part One" - 13:36
2. "Book of Saturday" - 2:49
3. "Exiles" - 7:40
4. "Easy Money" - 7:54
5. "The Talking Drum" - 7:26
6. "Larks' Tongues in Aspic, Part Two" - 7:12

## Bezetting

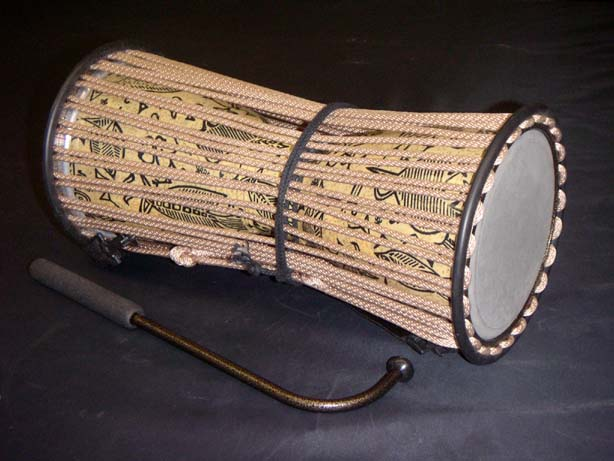
Talking Drum

- Robert Fripp - gitaar, mellotron, elektrische piano
- John Wetton - bas, zang, akoestische piano
- Bill Bruford - drums
- David Cross - viool, altviool, mellotron, fluit, elektrische piano
- Jamie Muir - percussie

met
- Richard Palmer-James - tekst